# Jacques de Loustal

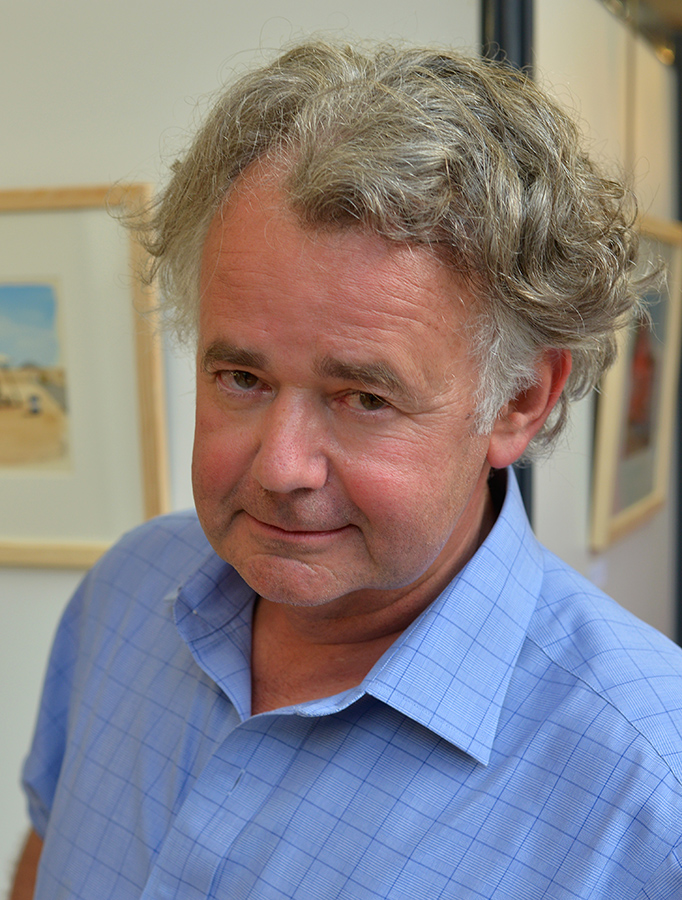
Jacques de Loustal (2015)

Jacques de Loustal alias Loustal (* 10. April 1956 in Neuilly-sur-Seine) ist ein französischer Comiczeichner.

## Leben
Loustal studierte in Paris Architektur und lernte während des Studiums Philippe Paringaux kennen, mit dem er seit 1980 zusammenarbeitet. Darüber hinaus verbrachte er eine längere Zeit in Afrika, seinen Militärdienst leistete er in Marokko ab. Loustal arbeitete unter anderem für die Zeitschriften Métal Hurlant und Pilote.
Er bekam 1997 den Prix international de la Ville de Genève pour la bande dessinée für sein Buch Kid Congo.

## Werk (Auswahl)
- Kaltes Fieber (Text: Tito Topin), Reinbek 1988, ISBN 3-551-01592-9
- Besame Mucho (Text: Philippe Paringaux), München 1989, ISBN 3-922548-19-9
- Die Damen um Henri Cox (Text: Jean-Luc Fromental), Hamburg 1991, ISBN 3-551-72527-6
- Die Farbe des Traums (Text: Philippe Paringaux), München 1994, ISBN 3-929497-11-5
- Kid Congo (Text: Philippe Paringaux), München 1997, ISBN 3-929497-85-9
- White Sonya (Text: Jerome Charyn), München 2000, ISBN 3-933187-39-7